# Groupement de soutien de la base de défense de Lille
Le groupement de soutien de la base de défense de Lille (GSBdD LLE) est un organisme militaire interarmées du service du commissariat des armées créé le 1er janvier 2011. Son rôle est de soutenir dans le domaine de l'administration générale et du soutien courant, toutes les unités militaires stationnées dans le périmètre de la base de Défense.
Il est l'héritier du 43e régiment d'infanterie. 
Son état-major, est depuis septembre 2011 situé au sein de la caserne Saint-Ruth, sur la commune de Lille.
Il soutient 3 340 personnes dans 48 unités réparties sur 30 sites.